# Ilex tsugitakayamensis
Ilex tsugitakayamensis är en järneksväxtart som beskrevs av Shun-ichi Syun'iti Sasaki. Ilex tsugitakayamensis ingår i släktet järnekar, och familjen järneksväxter. Inga underarter finns listade i Catalogue of Life.